# Каргилл, Патрик
Патрик Каргилл (англ. Patrick Cargill; 3 июня 1918, Лондон — 23 мая 1996, Лондон) — британский актёр театра и кино, драматург.

## Жизнь и творчество
Родители Патрика Каргилла видели своего сына в будущем офицером вооружённых сил, в связи с чем определили юношу в Королевскую военную школу (Royal Military College) в Сандхёрсте, однако Каргилл оставил военную карьеру в 1930 году и поринул колледж, так как желал стать артистом. Участник Второй мировой войны, служил в британской армии. В 1950-е годы участвовал в различных постановках в лондонском Вест-Энде, а также снимался в ряде художественных фильмов, таких, как 80 дней вокруг света (1956). В 1961—1952 годы играет одну из главных ролей в телесериале Совершенно секретно (Top Secret). Позднее играл в The Beatles-фильме Ричарда Лестера «На помощь!», а также в сериалах «Мстители», «Мужчина с чемоданом» и «Заключённый». В 1967 году Каргил, вместе с Марлоном Брандо и Софи Лорен, играет одну из своих лучших ролей в последнем кинофильме, снятом Чарли Чаплином «Графиня из Гонконга». В 1968 году он актёр снимается в сериале «Папа, милый папа» (Father Dear Father) об авторе криминальных романов, который один воспитывает двух подрастающих дочерей. Всего до 1973 года было снято 52 серии, а также основанный на данной серии художественный фильм. В 1978 году снимаются ещё 14 серий продолжения, действие которых происходит в Австралии — «Папа, милый папа в Австралии» (Father, Dear Father in Australia). Позднее играет в фильме Бада Йоркина «Инспектор Клузо» (Inspektor Clouseau) и в комедии Мартина Фельдмана «Овсянка это не сексуально».
Патрик Каргилл, наряду с Джеком Бейлем, был автором театральной пьесы «Кольцо для Кэтти» (Ring for Catty), по которой в 1959 году был снят второй фильм-продолжение Кэрри-серии под названием «41 градус любви». Последней ролью Патрика Каргилла был Невилл Чемберлен в ситкоме «„Парвет милая, я дома!“» (Heil Honey I’m Home!).
Скончался в пригороде Лондона Ричмонде-апон-Темзе. Был членом ЛГБТ-сообщества.

## Фильмография (избранное)
- 1953: Меч и Роза (The Sword and the Rose)
- 1956: В 80 дней вокруг света (Around the World in Eighty Days)
- 1960: Лечащий любовью (Doctor in Love)
- 1961—1962: Совершенно секретно (Top Secret), (телесериал, 26 серий)
- 1965/1967: Мстители (телесериал)
- 1965: На помощь! (Help!)
- 1967: Мужчина с чемоданом (Man in a Suitcase; Fernsehserie, 1 Folge)
- 1967: Заключённый (The Prisoner; телесериал, 2 серии)
- 1967: (Softly Softly)
- 1967: Графиня из Гонконга (The Countess of Hongkong)
- 1968—1973: Папа, милый папа! (Father Dear Father; телесериал, 45 сериал)
- 1968: Инспектор Клузо (Inspector Clouseau)
- 1969: Чудотворец (The Magical Christian)
- 1976—1978: Много беспокойства с Патриком (The Many Wives of Patrick, телесериал, 20 серий)
- 1977: Человек из киношоу (The Picture Show Man)
- 1978: Папа, милый папа в Австралии! (телесериал, 14 серий)
- 1990; Хайль, милая, я дома!

## Дополнения
- Комментарии к «Инспектору Клузо» (газета The Independent, на английском языке)